# جورج ديماس (لاعب كرة قدم أمريكية)
جورج ديماس (بالإنجليزية: George J. Demas)‏ هو لاعب كرة قدم أمريكية أمريكي، ولد في 7 يناير 1907 في جونستاون في الولايات المتحدة، وتوفي في 1970 في بيتسبرغ في الولايات المتحدة.

## وصلات خارجية
- جورج ديماس على موقع مرجع كرة القدم المحترفة.كوم (الإنجليزية)